# Karavukovo
Karavukovo (en serbe cyrillique : Каравуково) est une localité de Serbie située dans la province autonome de Voïvodine. Elle fait partie de la municipalité d'Odžaci dans le district de Bačka occidentale. Au recensement de 2011, elle comptait 4 233 habitants.
Karavukovo est officiellement classé parmi les villages de Serbie. En serbe, le nom de la localité signifie le « lieu du loup noir ».

## Démographie

### Évolution historique de la population
| 1948  | 1953  | 1961  | 1971  | 1981  | 1991  | 2002  | 2011  |
| ----- | ----- | ----- | ----- | ----- | ----- | ----- | ----- |
| 5 008 | 6 024 | 6 472 | 5 925 | 5 682 | 5 607 | 4 991 | 4 233 |

|  |